# Maria Lerner
Maria Lerner (Södertälje, 7 giugno 1963) è un'ex cestista svedese.

## Carriera
Con la Svezia ha disputato due edizioni dei Campionati europei (1981, 1983).